# نوپاکی
نوپاکی (به چکی: Nupaky) یک منطقهٔ مسکونی در جمهوری چک است که در ناحیه پراگ-شرق واقع شده‌است. نوپاکی ۳٫۱۸ کیلومتر مربع مساحت و ۷۷۵ نفر جمعیت دارد و ۳۱۵ متر بالاتر از سطح دریا واقع شده‌است.